# Медведево (Калининградская область)
Медведево — посёлок в Зеленоградском районе Калининградской области. Входил в состав Красноторовского сельского поселения.

## История
Древний вал длиной 459 м, находящийся в долине Норгауского ручья, считается одним из самых мощных оборонительных сооружений пруссов на Замландском полуострове. 
Поле Нориов, на котором возникли и развивались деревня Норгау и имение Кляйн Норгау, впервые упоминается в документальных источниках в 1310 году. 
Во времена короля Фридриха Вильгельма I в Норгау была открыта школа.
15 апреля 1945 года Норгау был взят частями Красной Армии, в 1946 году переименован в поселок Медведево.

## Население
| 2002 | 2010 |
| ---- | ---- |
| 5    | ↘0   |

В 1910 году в Норгау проживал 321 человек.
Согласно результатам переписи 2010 года в Медведеве постоянных жителей нет.